# شهرستان بویراحمد
شهرستان بویراحمد یکی از شهرستان‌های استان کهگیلویه و بویراحمد است. مرکز این شهرستان، شهر یاسوج است.

## موقعیت جغرافیایی
شهرستان بویراحمد از شمال با شهرستانهای دنا و مارگون، از شمال شرقی با شهرستان سمیرم استان اصفهان، از غرب با شهرستان کهگیلویه، از جنوب غربی با شهرستان چرام، از جنوب با شهرستانهای رستم و ممسنی استان فارس و از شرق با شهرستان سپیدان استان فارس همسایه است.

## مردم‌شناسی
مردم شهرستان بویراحمد از اقوام لر هستند و به زبان لری گویش بویراحمدی تکلم می‌کنند.

## تقسیمات کشوری
شهرستان بویراحمد شامل ۴ بخش، ۱۰ دهستان و ۵ شهر به شرح زیر است:

## نگارخانه

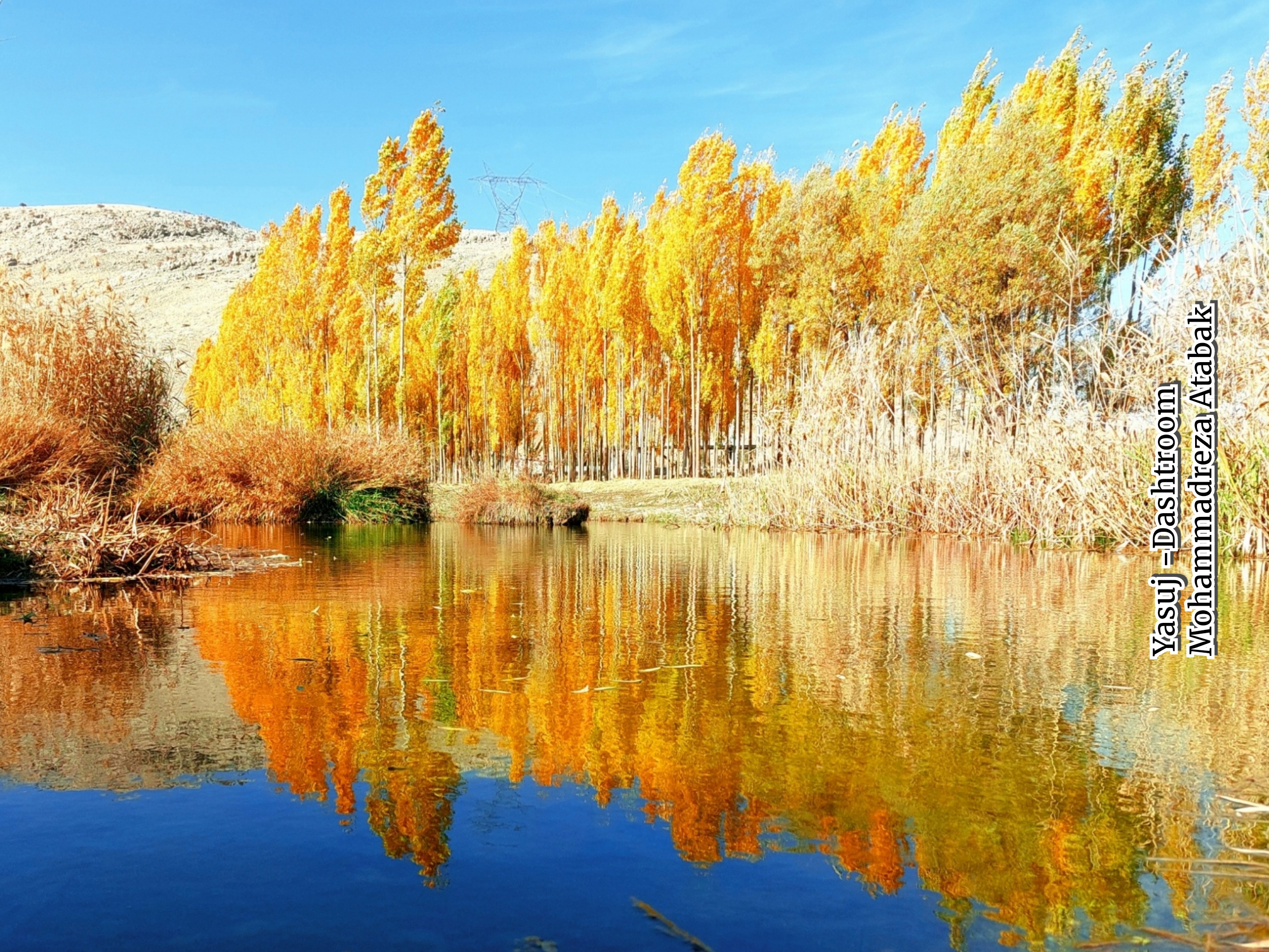
دشتروم پاییز ۱۴۰۰

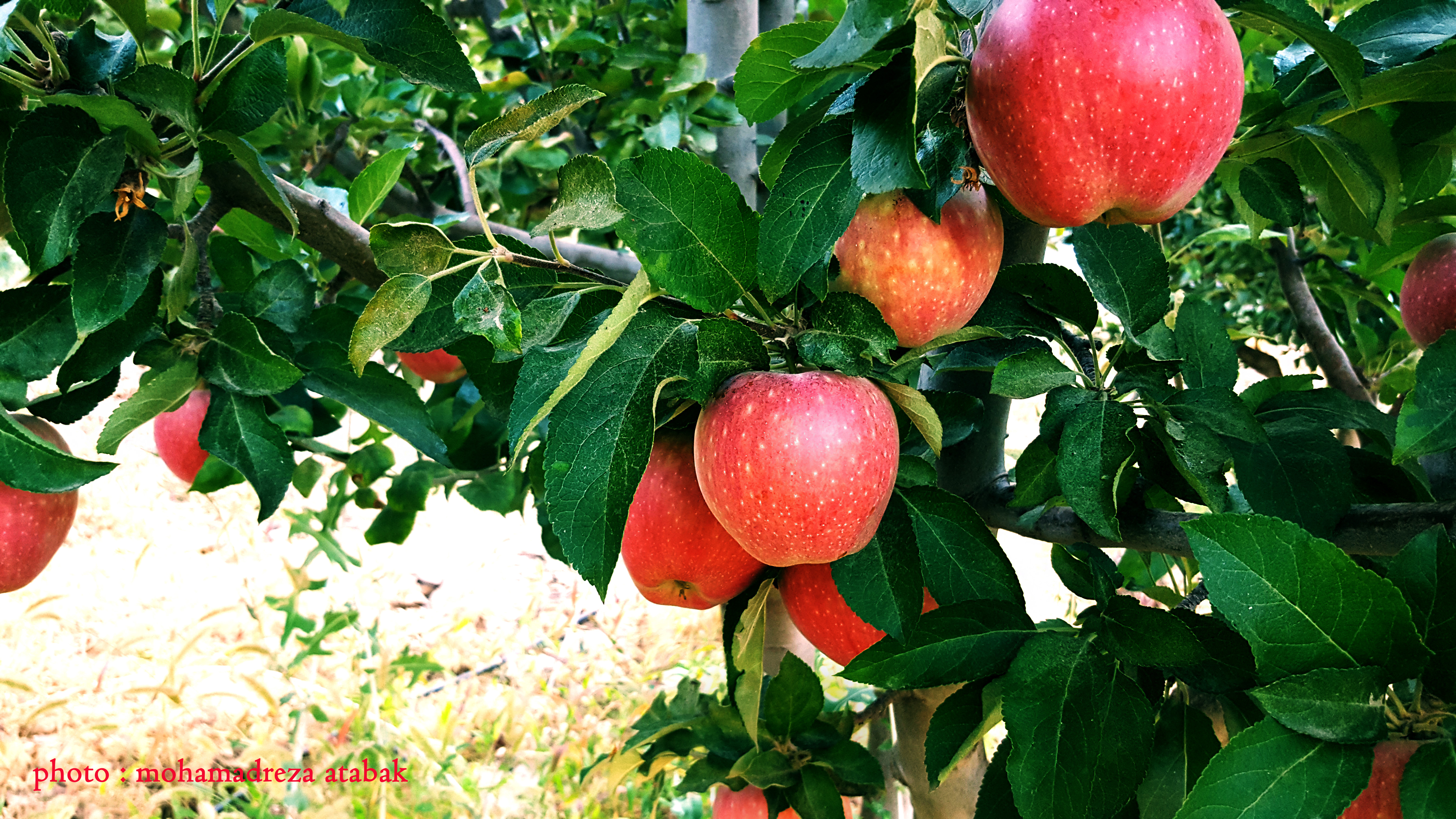
دشتروم تلخدان دمکره

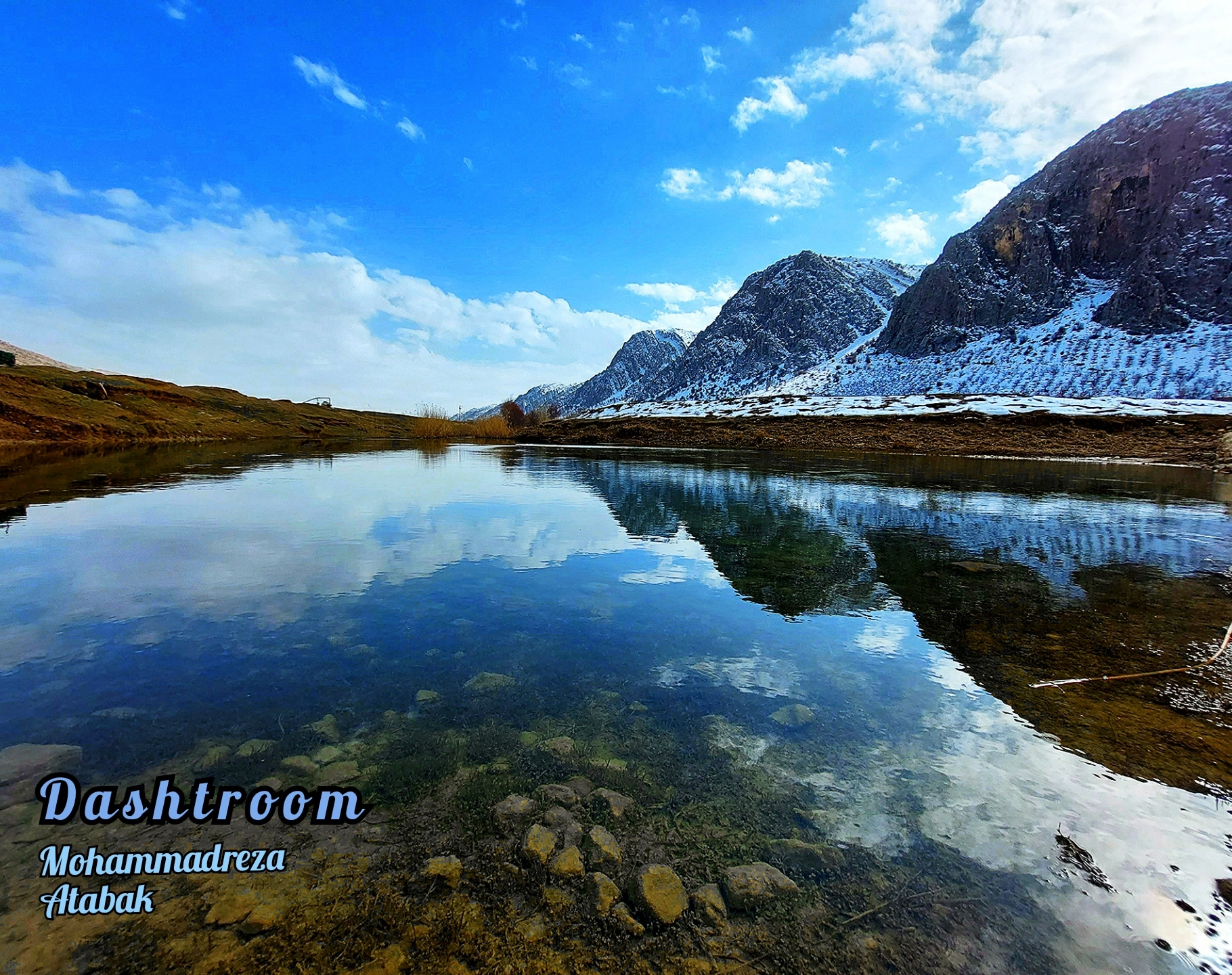
رودخانه دشتروم فصل زمستان

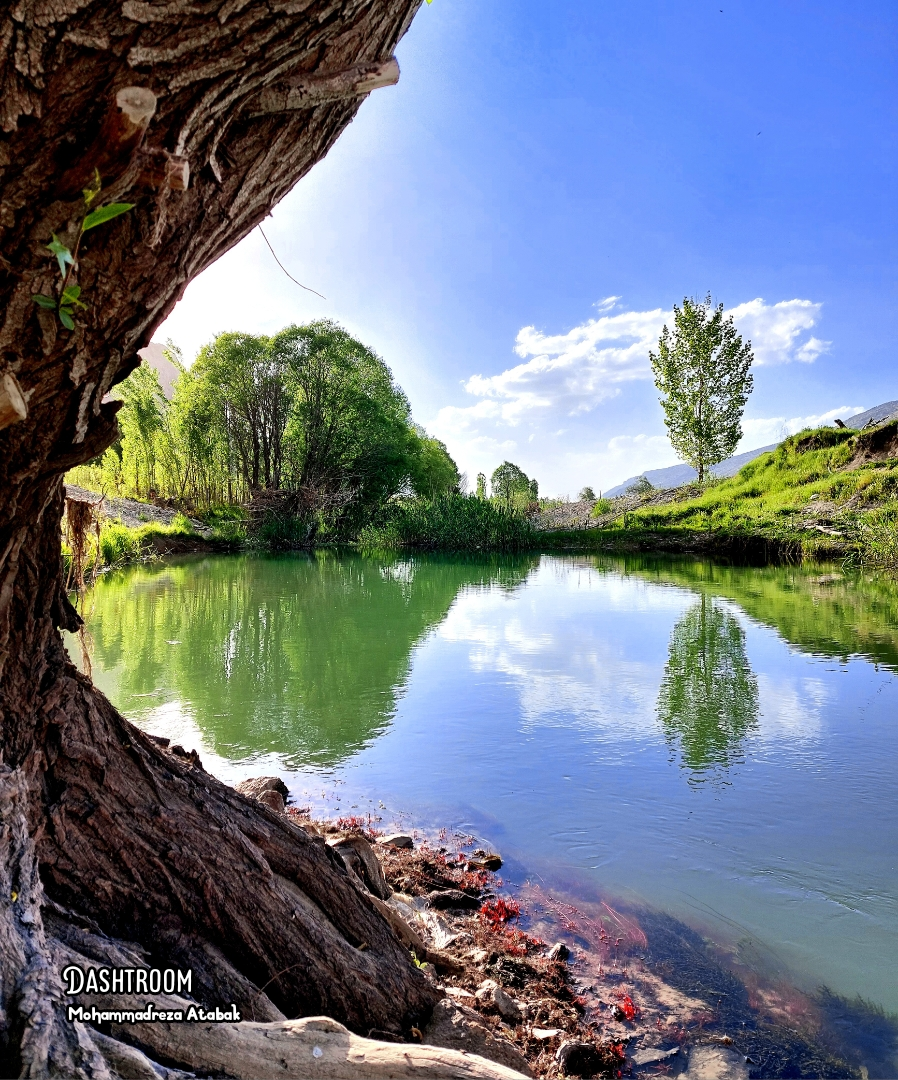
دشتروم

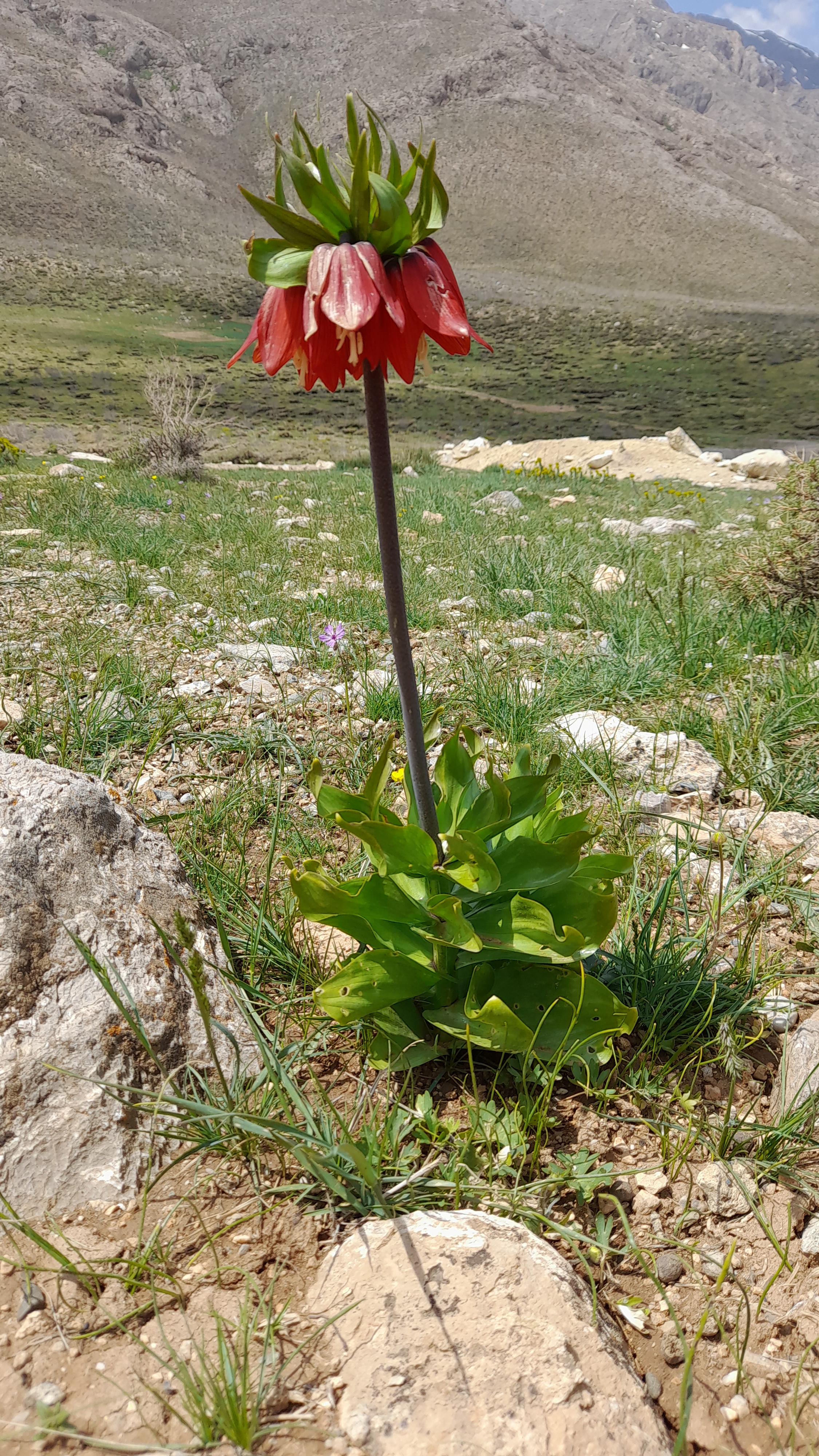
ارتفاعات دنا کاکان

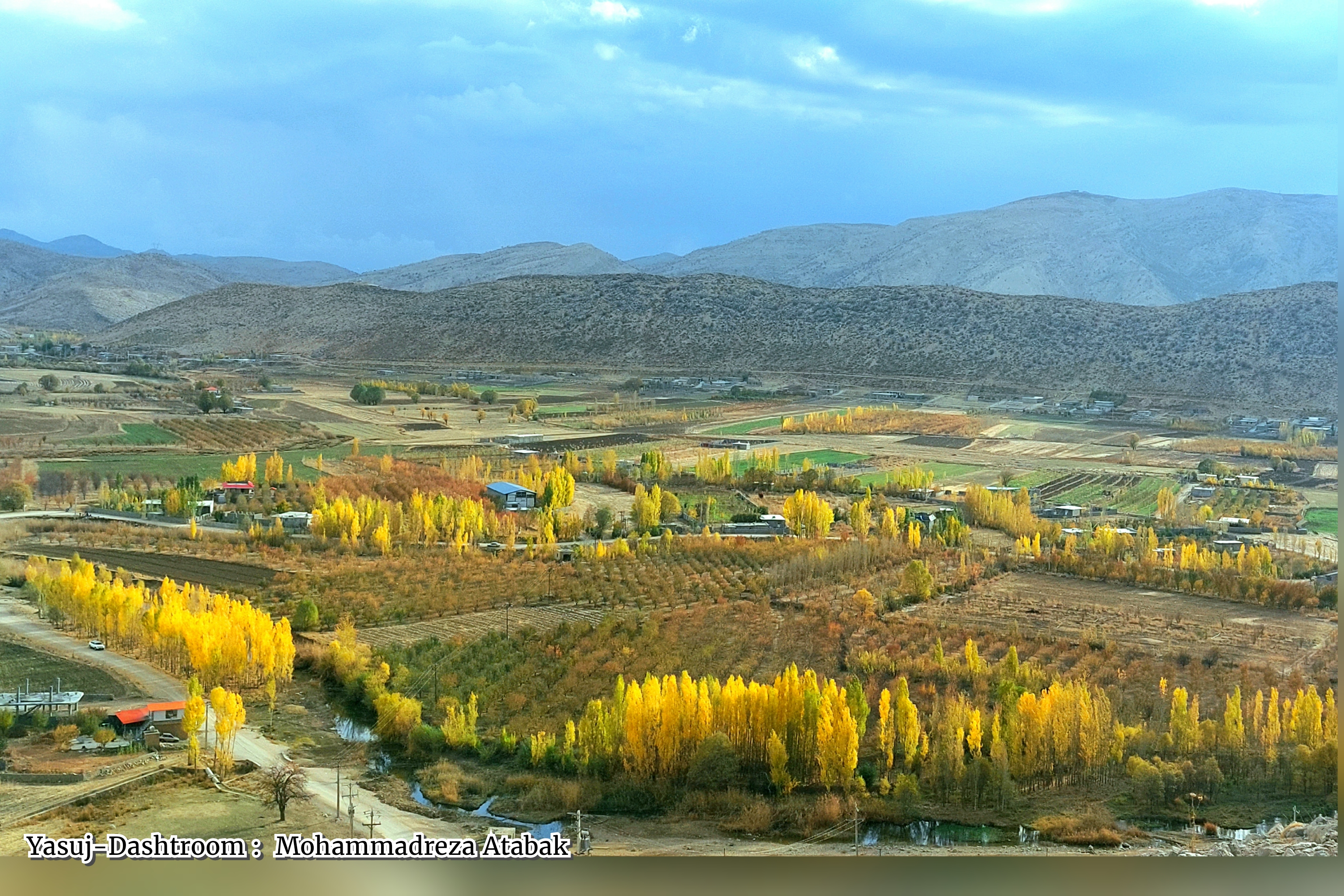
منطقه دشتروم

### شهرستان بویراحمد
| بخش    | مرکز بخش  | جمعیت بخش (۱۳۹۵) | دهستان      | مرکز دهستان       | جمعیت دهستان (۱۳۹۵) | شهر       | جمعیت شهر (۱۳۹۵) |
| ------ | --------- | ---------------- | ----------- | ----------------- | ------------------- | --------- | ---------------- |
| مرکزی  | یاسوج     | ۲۶۰٬۸۴۰          | سررود جنوبی | علی‌آباد سرتل      | ۵۳٬۷۲۶              | یاسوج     | ۱۹۴٬۵۳۵          |
| مرکزی  | یاسوج     | ۲۶۰٬۸۴۰          | سررود شمالی | گوشه شاهزاده قاسم | ۳۴٬۱۴۰ نفر          | یاسوج     | ۱۹۴٬۵۳۵          |
| مرکزی  | یاسوج     | ۲۶۰٬۸۴۰          | کاکان       | منصورخانی         | ۱٬۷۰۸ نفر           | یاسوج     | ۱۹۴٬۵۳۵          |
| مرکزی  | یاسوج     | ۲۶۰٬۸۴۰          | دشت روم     | حسین‌آباد علیا     | ۱۰٬۸۵۳ نفر          | یاسوج     | ۱۹۴٬۵۳۵          |
| لوداب  | گراب سفلی | ۱۱٬۲۹۵           | لوداب       | گراب سفلی         | ۷٬۰۸۳               | گراب سفلی | ۵۴۵              |
| لوداب  | گراب سفلی | ۱۱٬۲۹۵           | چین         | ...               | ۳٬۶۶۷               | گراب سفلی | ۵۴۵              |
| سپیدار | سپیدار    | ۷٬۸۰۳            | سپیدار      | پازنان            | ۳٬۶۱۱               | سپیدار    | ۱٬۵۰۳            |
| سپیدار | سپیدار    | ۷٬۸۰۳            | سیوکی       | سیوکی جلیل        | ۲٬۶۸۹               | سپیدار    | ۱٬۵۰۳            |
| کبگیان | چیتاب     | ۷٬۷۴۱            | کبگیان      | چیتاب             | ۴٬۸۱۱               | چیتاب     | ۱٬۱۶۴            |
| کبگیان | چیتاب     | ۷٬۷۴۱            | چنار        | دم چنار           | ۱٬۷۶۱               | چیتاب     | ۱٬۱۶۴            |

## جمعیت
براساس سرشماری عمومی نفوس و مسکن در سال ۱۳۹۵، جمعیت شهرستان بویراحمد برابر با ۵۸۵۰۰۰ نفر بوده است.

## هتل‌ها
- هتل المپیک باقری
- هتل پارسیان آزادی
- هتل اتابک
- هتل جهانگردی
- هتل ارم

## بیمارستان‌ها
- بیمارستان شهید دکتر جلیل
- بیمارستان امام سجاد
- بیمارستان شهید بهشتی
- بیمارستان شهید رجایی
- بیمارستان شهدای گمنام
- بیمارستان سلمان